# Änglatrumpet
Änglatrumpet (Brugmansia suaveolens) är en art inom släktet änglatrumpeter och familjen potatisväxter. Arten är ursprunglig i västra Brasilien, Peru och Bolivia.
Bildar buskar till små träd, 3-5 meter höga. Bladen är äggrunda, 15-30 cm långa, 8-15 cm vida och täckta med fina hår. Bladskaftet blir 2-8 cm långt. Blommorna är stora, doftande och hänger ned från grenvecken och kan sägas likna himmelska trumpeter riktade ned mot jorden. Foderbladen är sammanväxta till ett rör, 9-12 cm långt, med 5 spetsiga till rundade flikar. Kronan är trattlik, vit eller gulaktig, 25-30 cm lång, med 5 utdragna flikar. I det vilda pollineras blommorna av fladdermöss. 
Namnet änglatrumpet kommer från dess stora, dramatiska, trumpetformade blommor. Änglabasun (B. ×candida) är en hybrid med ännu större blommor, som är vanlig i odling. Änglatrumpeterna tillhörde tidigare spikklubbesläktet (Datura) men räknas nu som ett eget släkte. 

## Giftighet
Liksom många växter av familjen Solanaceae är alla delar, men speciellt frön, blad och blommor av både Brugmansia och Datura giftiga då de innehåller atropin. Det har inträffat allvarliga förgiftningar vid medicinsk användning och då den använts som drog. Förgiftningar på grund av att barn av misstag fått i sig växten är dock ovanliga.

## Synonymer
- Datura albidoflava Lem., 1854
- Datura gardneri Hooker, 1846
- Datura suaveolens Humboldt & Bonspland ex Willdenow, 1809
- Datura suaveolens f. albidoflava (Lem.) Voss, 1894
- Datura suaveolens var. macrocalyx Sendtner, 1846
- Dyssochroma albidoflavum (Lem.) Lem., 1859
- Pseudodatura suaveolens (Humboldt & Bonspland ex Willdenow) Zijp, 1920

## Webbkällor
- Wikimedia Commons har media som rör Änglatrumpet.